# Scaligeria scariosibracteata
Scaligeria scariosibracteata är en flockblommig växtart som beskrevs av Karl Heinz Rechinger och Harald Harold Udo von Riedl. Scaligeria scariosibracteata ingår i släktet Scaligeria och familjen flockblommiga växter. Inga underarter finns listade i Catalogue of Life.